# أيام تسيكلاج
أيام تسيكلاج (بالعبرية: ימי צקלג) هي رواية للكاتب الإسرائيلي إس يزهار، نشرت في عام 1958. 
وتعتبر من أهم الأعمال الأدبية في الأدب الإسرائيلي.  وتصف الرواية 48 يوماً خلال الحرب العربية الإسرائيلية في عام 1948، وتصور فرقة من جنود الجيش الإسرائيلي وهم يحاولون الاحتفاظ بموقع هام في صحراء النقب. ويركز تيار الوعي في القصة على العوالم الداخلية للجنود، خلال وبين المعارك.
وتستند القصة إلى معركة حقيقية في هوربات مائاشاز قاتلت فيها فرقة يفتاخ في أكتوبر 1948، رغم أن الكاتب لم يذكر المعركة بالاسم.
وحصل يزهار بسبب تلك الرواية على جائزة إسرائيل في الأدب عام 1958.